# Bill Harris
Bill Harris (Willard Palmer Harris, Filadelfia, 28 de octubre de 1916 - Hallandale Beach, 21 de agosto de 1973) fue un trombonista estadounidense de jazz. Encuadrado en el swing y el bop y caracterizado por un toque potente y original, fue uno de los pocos trombonistas que a mediados del siglo XX no fue influido por J.J. Johnson.

## Biografía
Tras hacerse profesional en 1938, trabajó en las big bands de Gene Krupa, Ray McKinley, Bob Chester, Benny Goodman (1943-1944) y Charlie Barnet. La fama le llegó, no obstante, con su participación en el First Herd (el primer grupo) de Woody Herman (1944-1946), con el que trabajaría en otras etapas posteriores (1948-1950; 1956-1959). 
Trabajó también con músicos como Charlie Ventura (1947), Chubby Jackson (1953), y participó en los programas de Jazz at the Philharmonic durante el periodo 1950-1954. 
En la segunda mitad de los 50, colaboró con Flip Phillips y otra vez con Goodman.
Tras retirarse a Florida, aun participó en algunos conciertos en Las Vegas, llegando a colaborar con Red Norvo. 
Bill Harris grabó entre 1945 y 1957 para Mercury, EmArcy, Dial, Capitol, Verve, Fantasy y Mode, frecuentemente como miembro de la Orquesta de Woody Herman.

## Fuente
- Scott Yanow: Biografía de Bill Harris en Allmusic.